# Tory Belleci
Salvatore „Tory” Belleci (ur. 30 października 1970 w Monterey) – amerykański producent filmowy i rekwizytor. Najbardziej znany jako prezenter programu Pogromcy mitów. Wykonywał też rozmaite rekwizyty do takich filmów jak: Mroczne widmo i Atak klonów z cyklu Gwiezdne wojny, a także Matrix, Van Helsing i inne.

## Początki profesjonalnej kariery
Belleci powiedział niegdyś, że zainteresował się tworzeniem efektów specjalnych po tym, jak stworzył reportaż o filmowych efektach specjalnych, kiedy był w liceum. W 1994, po ukończeniu studiów w szkole filmowej San Francisco State University, zaczął pracę z Jamiem Hynemanem w małej firmie produkcyjnej. Tory pracował jako inspicjent, załatwiając wszystko i sprzątając sklep, ale szybko awansował na wyższą pozycję. Parę lat później zaczął pracę w Industrial Light and Magic(ILM). Pracował dla ILM przez osiem lat jako budowniczy modeli, rzeźbiarz i malarz. W 2003 Belleci rozpoczął pracę w serii Pogromcy Mitów stworzonej przez Discovery Channel, pracując przy produkcji, za kulisami. W drugiej serii ukazany został jako część ekipy budującej, zaś w trzeciej serii programu zaczął pracę na ekranie. W 2005 Belleci namówił kolegę, weterana IMH, Granta Imaharę, by dołączył do ekipy programu i zajął miejsce początkowego członka, Scottie Chapman.

## Wczesne, amatorskie eksperymenty naukowe
Tory Belleci ma długą historię, jeśli chodzi o pracę z ogniem i eksplozje. W młodości ojciec pokazał mu, jak zrobić Koktajl Mołotowa. Później młody Tory zbudował coś, co w zasadzie było domowej roboty miotaczem płomieni. Ów wynalazek spowodował niebezpieczny incydent, w którym nieumyślnie podpalił część swojego domu. Kiedy miał 19 lat, prawie został aresztowany za detonację domowej roboty bomby z rury blisko domu swoich rodziców w Seaside, w Kalifornii. Policjant zachęcił młodego Belleci, by ten znalazł sposób na wyrażenie swojej miłości do eksplozji i efektów specjalnych, który nie zakończyłby się aresztowaniem.

## Praca w Pogromcach Mitów
Belleci często uznawany jest przez swoich znajomych – Kari Byron i Granta Imaharę za kogoś bardzo odważnego, ponieważ to właśnie on głównie zajmuje się najniebezpieczniejszymi wyczynami przy sprawdzaniu mitów. Jednymi z takich mitów były te, o czerwonej płachcie i byku, a także mit mówiący, że ludzki język przykleja się do zamarzniętego słupa (W Śnieżnym Odcinku Specjalnym) lub czy można zostać pod wodą przez godzinę oddychając jedynie przez dmuchawkę do strzałek w specjalnym odcinku z mitami prosto z filmów o ninja. Jednym z jego najsłynniejszych wyczynów, pokazanym w programie parę razy, była próba przeskoczenia nad zabawkowym wagonikiem na rowerze; skończyła się ona upadkiem Belleciego na twarz. Rezultatem wszystkich jego numerów jest ciągłe zaangażowanie w różne zabawne wypadki, przytrafiające się podczas testowania mitów.
Podczas serii „Mity z Hollywood”, w odcinku „Zabójcza woda sodowa”, Belleci spadł z dachu i, mimo że był przywiązany do uprzęży mającej zapewnić bezpieczeństwo, wylądował na parapecie otwartego okna i zranił się w nogę, powodując obfite krwawienie.
22 sierpnia 2014 na swoim facebookowym fanpage'u Adam i Jamie poinformowali, że Kari, Grant i Tory odchodzą z Pogromców mitów.

## Działania humanitarne
Podczas przerwy Pogromców Mitów, w 2010, Tory poświęcił swój czas, by pojechać na Haiti. Odwiedził domy dziecka i razem z Life Giving Force zainstalował systemy z czystą wodą, zapewniając wodę pitną społecznościom w potrzebie. Sam Tory jest żarliwym chrześcijaninem i wyjazd na Haiti nazwał misją. Powiedział również, że ów wyjazd wywarł na nim ogromny wpływ oraz że podziwia wytrzymałość i siłę ludzi na Haiti.